# 曲鳞书带蕨
曲鳞书带蕨（学名：Vittaria plurisulcata）为书带蕨科书带蕨属下的一个种。

## 扩展阅读
- 維基物種上的相關：曲鳞书带蕨